# Alpiner Nor-Am Cup 2008/09
Die Saison 2008/2009 des Nor-Am Cup im alpinen Skisport begann am 2. Dezember 2008 in Loveland (Colorado) bei den Herren und in Winter Park (Colorado) bei den Damen. Sie endete am 15. März 2009 in Lake Placid (New York).
Die Tabellen zeigen die fünf Bestplatzierten in der Gesamtwertung und in den Disziplinwertungen Abfahrt, Super-G, Riesenslalom, Riesenslalom, Slalom und Kombination sowie die drei besten Fahrer jedes Rennens.

## Herren

### Gesamtwertung
| Rang | Name               | Land               | Punkte |
| ---- | ------------------ | ------------------ | ------ |
| 1    | Louis-Pierre Hélie | Kanada             | 1149   |
| 2    | Jeffrey Frisch     | Kanada             | 754    |
| 3    | Brad Spence        | Kanada             | 732    |
| 4    | Tyler Nella        | Kanada             | 644    |
| 5    | Warner Nickerson   | Vereinigte Staaten | 628    |

### Abfahrt
| Rang | Name                 | Land               | Punkte |
| ---- | -------------------- | ------------------ | ------ |
| 1    | Erik Fisher          | Vereinigte Staaten | 200    |
| 2    | Bryon Friedman       | Vereinigte Staaten | 140    |
| 2    | Louis-Pierre Hélie   | Kanada             | 140    |
| 4    | Christopher Beckmann | Vereinigte Staaten | 95     |
| 4    | Tyler Nella          | Kanada             | 95     |

### Super-G
| Rang | Name                 | Land               | Punkte |
| ---- | -------------------- | ------------------ | ------ |
| 1    | Stefan Guay          | Kanada             | 470    |
| 2    | Louis-Pierre Hélie   | Kanada             | 440    |
| 3    | Tyler Nella          | Kanada             | 364    |
| 4    | Jeffrey Frisch       | Kanada             | 276    |
| 5    | Christopher Beckmann | Vereinigte Staaten | 178    |

### Riesenslalom
| Rang | Name                 | Land               | Punkte |
| ---- | -------------------- | ------------------ | ------ |
| 1    | Brad Spence          | Kanada             | 345    |
| 2    | Jeffrey Frisch       | Kanada             | 338    |
| 3    | Warner Nickerson     | Vereinigte Staaten | 308    |
| 4    | Leif Kristian Haugen | Norwegen           | 277    |
| 5    | Robbie Dixon         | Kanada             | 260    |

### Slalom
| Rang | Name          | Land               | Punkte |
| ---- | ------------- | ------------------ | ------ |
| 1    | Brad Spence   | Kanada             | 387    |
| 2    | Ryan Semple   | Kanada             | 362    |
| 3    | Michael Janyk | Kanada             | 281    |
| 4    | Paul McDonald | Vereinigte Staaten | 280    |
| 5    | Trevor White  | Kanada             | 266    |

### Kombination
| Rang | Name               | Land               | Punkte |
| ---- | ------------------ | ------------------ | ------ |
| 1    | Louis-Pierre Hélie | Kanada             | 180    |
| 2    | Ryan Semple        | Kanada             | 145    |
| 3    | Jeffrey Frisch     | Kanada             | 80     |
| 4    | Colby Granstrom    | Vereinigte Staaten | 69     |
| 5    | Kelby Halbert      | Kanada             | 65     |

### Podestplätze
Disziplinen:
- DH = Abfahrt
- SG = Super-G
- GS = Riesenslalom
- SL = Slalom
- SC = Superkombination

| Datum      | Ort              | Dis. | 1. Platz                                   | 2. Platz                 | 3. Platz                 |
| ---------- | ---------------- | ---- | ------------------------------------------ | ------------------------ | ------------------------ |
| 2.12.2008  | Loveland         | SL   | Trevor White (CAN)                         | Tim Jitloff (USA)        | Will Brandenburg (USA)   |
| 3.12.2008  | Loveland         | SL   | Tim Kelley (USA)                           | Marc Gini (SUI)          | Julien Cousineau (CAN)   |
| 4.12.2008  | Winter Park      | SL   | Michael Janyk (CAN)                        | Kilian Albrecht (BUL)    | Brad Spence (CAN)        |
| 5.12.2008  | Winter Park      | SL   | Michael Janyk (CAN)                        | Kilian Albrecht (BUL)    | Patrick Biggs (CAN)      |
| 10.12.2008 | Lake Louise      | DH   | Erik Fisher (USA)                          | Byron Friedman (USA)     | Louis-Pierre Hélie (CAN) |
| 11.12.2008 | Lake Louise      | DH   | Erik Fisher (USA)                          | Louis-Pierre Hélie (CAN) | Byron Friedman (USA)     |
| 12.12.2008 | Lake Louise      | SG   | Stefan Guay (CAN)                          | Tyler Nella (CAN)        | Louis-Pierre Hélie (CAN) |
| 15.12.2008 | Panorama         | SG   | Tyler Nella (CAN)                          | Louis-Pierre Hélie (CAN) | Thomas Biesemeyer (USA)  |
| 16.12.2008 | Panorama         | SG   | Stefan Guay (CAN)                          | Louis-Pierre Hélie (CAN) | Jeffrey Frisch (CAN)     |
| 16.12.2008 | Panorama         | SC   | Ryan Semple (CAN)                          | Louis-Pierre Hélie (CAN) | Will Gregorak (USA)      |
| 17.12.2008 | Panorama         | GS   | Jeffrey Frisch (CAN)                       | Stefan Guay (CAN)        | Dustin Cook (CAN)        |
| 18.12.2008 | Panorama         | GS   | Jeffrey Frisch (CAN)                       | Warner Nickerson (USA)   | Brad Spence (CAN)        |
| 5.1.2009   | Sunday River     | GS   | Leif Kristian Haugen (NOR)                 | Robbie Dixon (CAN)       | David Chodounsky (USA)   |
| 6.1.2009   | Sunday River     | GS   | Petter Brenna (NOR)                        | Robbie Dixon (CAN)       | Will Gregorak (USA)      |
| 7.1.2009   | Sunday River     | SL   | Ryan Semple (CAN)                          | Louis-Pierre Hélie (CAN) | Brad Spence (CAN)        |
| 8.1.2009   | Sunday River     | SL   | Paul McDonald (USA)                        | Trevor White (CAN)       | Ryan Semple (CAN)        |
| 2.2.2009   | Nakiska          | SL   | Truls Ove Karlsen (NOR)                    | David Chodounsky (USA)   | Petter Brenna (NOR)      |
| 3.2.2009   | Nakiska          | SL   | Truls Ove Karlsen (NOR)                    | Ryan Semple (CAN)        | Scott Barrett (CAN)      |
| 4.2.2009   | Nakiska          | GS   | Brad Spence (CAN)                          | Jake Zamansky (USA)      | Jean-Philippe Roy (CAN)  |
| 5.2.2009   | Nakiska          | GS   | Jean-Philippe Roy (CAN)                    | Jake Zamansky (USA)      | Truls Ove Karlsen (NOR)  |
| 10.2.2009  | Mammoth Mountain | SG   | Louis-Pierre Hélie (CAN)                   | Stefan Guay (CAN)        | Tyler Nella (CAN)        |
| 11.2.2009  | Mammoth Mountain | SG   | Tyler Nella (CAN) Louis-Pierre Hélie (CAN) |                          | Stefan Guay (CAN)        |
| 13.2.2009  | Mammoth Mountain | SC   | Louis-Pierre Hélie (CAN)                   | Jeffrey Frisch (CAN)     | Matthieu Routhier (CAN)  |
| 12.3.2009  | Lake Placid      | SG   | Robbie Dixon (CAN)                         | Stefan Guay (CAN)        | Jake Zamansky (USA)      |
| 14.3.2009  | Lake Placid      | GS   | Robbie Dixon (CAN)                         | Julien Cousineau (CAN)   | Jeffrey Frisch (CAN)     |
| 15.3.2009  | Lake Placid      | SL   | Brad Spence (CAN)                          | Ryan Semple (CAN)        | Patrick Biggs (CAN)      |

## Damen

### Gesamtwertung
| Rang | Name                 | Land               | Punkte |
| ---- | -------------------- | ------------------ | ------ |
| 1    | Marie-Michèle Gagnon | Kanada             | 784    |
| 2    | Julia Ford           | Vereinigte Staaten | 659    |
| 3    | Shona Rubens         | Kanada             | 617    |
| 4    | Alice McKennis       | Vereinigte Staaten | 608    |
| 5    | Sterling Grant       | Vereinigte Staaten | 587    |

### Abfahrt
| Rang | Name               | Land               | Punkte |
| ---- | ------------------ | ------------------ | ------ |
| 1    | Alice McKennis     | Vereinigte Staaten | 200    |
| 2    | Georgia Simmerling | Kanada             | 160    |
| 3    | Kelly McBroom      | Kanada             | 140    |
| 4    | Katie Hitchcock    | Vereinigte Staaten | 95     |
| 5    | Julia Ford         | Vereinigte Staaten | 90     |

### Super-G
| Rang | Name               | Land               | Punkte |
| ---- | ------------------ | ------------------ | ------ |
| 1    | Alice McKennis     | Vereinigte Staaten | 316    |
| 2    | Kelly McBroom      | Kanada             | 240    |
| 3    | Larisa Yurkiw      | Kanada             | 200    |
| 4    | Victoria Whitney   | Kanada             | 186    |
| 5    | Georgia Simmerling | Kanada             | 180    |

### Riesenslalom
| Rang | Name                 | Land               | Punkte |
| ---- | -------------------- | ------------------ | ------ |
| 1    | Marie-Michèle Gagnon | Kanada             | 358    |
| 2    | Shona Rubens         | Kanada             | 225    |
| 3    | Kristen Mielke       | Vereinigte Staaten | 205    |
| 4    | Laurenne Ross        | Vereinigte Staaten | 204    |
| 5    | Julia Ford           | Vereinigte Staaten | 180    |

### Slalom
| Rang | Name           | Land               | Punkte |
| ---- | -------------- | ------------------ | ------ |
| 1    | Sterling Grant | Vereinigte Staaten | 476    |
| 2    | Kiley Staples  | Vereinigte Staaten | 344    |
| 3    | Anna Goodman   | Kanada             | 340    |
| 4    | Susanne Riesch | Deutschland        | 326    |
| 5    | Ève Routhier   | Kanada             | 316    |

### Kombination
| Rang | Name               | Land               | Punkte |
| ---- | ------------------ | ------------------ | ------ |
| 1    | Julia Ford         | Vereinigte Staaten | 116    |
| 2    | Larisa Yurkiw      | Kanada             | 100    |
| 3    | Ashley-Kate Durham | Kanada             | 90     |
| 4    | Katie Hartman      | Vereinigte Staaten | 80     |
| 4    | Kaylin Richardson  | Vereinigte Staaten | 80     |

### Podestplätze
Disziplinen:
- DH = Abfahrt
- SG = Super-G
- GS = Riesenslalom
- SL = Slalom
- SC = Superkombination

| Datum      | Ort              | Dis. | 1. Platz                   | 2. Platz                     | 3. Platz                   |
| ---------- | ---------------- | ---- | -------------------------- | ---------------------------- | -------------------------- |
| 2.12.2008  | Winter Park      | SL   | Susanne Riesch (GER)       | Sterling Grant (USA)         | Anna Goodman (CAN)         |
| 3.12.2008  | Winter Park      | SL   | Anna Goodman (CAN)         | Brigitte Acton (CAN)         | Kiley Staples (USA)        |
| 4.12.2008  | Loveland         | SL   | Susanne Riesch (GER)       | Anna Goodman (CAN)           | Kiley Staples (USA)        |
| 5.12.2008  | Loveland         | SL   | Susanne Riesch (GER)       | Nina Perner (GER)            | Brigitte Acton (CAN)       |
| 10.12.2008 | Lake Louise      | DH   | Alice McKennis (USA)       | Georgia Simmerling (CAN)     | Kelly McBroom (CAN)        |
| 11.12.2008 | Lake Louise      | DH   | Alice McKennis (USA)       | Georgia Simmerling (CAN)     | Kelly McBroom (CAN)        |
| 12.12.2008 | Lake Louise      | SG   | Alice McKennis (USA)       | Kelly McBroom (CAN)          | Georgia Simmerling (CAN)   |
| 14.12.2008 | Panorama         | SC   | Julia Ford (USA)           | Katie Hartman (USA)          | Katie Hitchcock (USA)      |
| 14.12.2008 | Panorama         | SG   | Alice McKennis (USA)       | Kelly McBroom (CAN)          | Katie Hartman (USA)        |
| 15.12.2008 | Panorama         | SG   | Victoria Whitney (CAN)     | Kelly McBroom (CAN)          | Georgia Simmerling (CAN)   |
| 3.1.2009   | Craigleith       | SL   | Marie-Michèle Gagnon (CAN) | Ève Routhier (CAN)           | Julia Ford (USA)           |
| 4.1.2009   | Craigleith       | SL   | Marie-Michèle Gagnon (CAN) | Sterling Grant (USA)         | Ève Routhier (CAN)         |
| 5.1.2009   | Georgian Peaks   | GS   | Marie-Michèle Gagnon (CAN) | Émilie Desforges (CAN)       | Larisa Yurkiw (CAN)        |
| 6.1.2009   | Georgian Peaks   | GS   | Laurenne Ross (USA)        | Marie-Pier Préfontaine (CAN) | Marie-Michèle Gagnon (CAN) |
| 31.1.2009  | Nakiska          | GS   | Kristen Mielke (USA)       | Laurenne Ross (USA)          | Victoria Whitney (CAN)     |
| 1.2.2009   | Nakiska          | GS   | Marie-Michèle Gagnon (CAN) | Shona Rubens (CAN)           | Julia Ford (USA)           |
| 2.2.2009   | Nakiska          | SL   | Shona Rubens (CAN)         | Ève Routhier (CAN)           | Sterling Grant (USA)       |
| 3.2.2009   | Nakiska          | SL   | Sterling Grant (USA)       | Ève Routhier (CAN)           | Kiley Staples (USA)        |
| 10.2.2009  | Mammoth Mountain | SG   | Shona Rubens (CAN)         | Ann West (USA)               | Kaylin Richardson (USA)    |
| 12.3.2009  | Lake Placid      | SG   | Larisa Yurkiw (CAN)        | Marie-Michèle Gagnon (CAN)   | Émilie Desforges (CAN)     |
| 12.3.2009  | Lake Placid      | SC   | Larisa Yurkiw (CAN)        | Kaylin Richardson (USA)      | Chelsea Marshall (USA)     |
| 13.3.2009  | Lake Placid      | SG   | Larisa Yurkiw (CAN)        | Émilie Desforges (CAN)       | Chelsea Marshall (USA)     |
| 14.3.2009  | Lake Placid      | SL   | Anna Goodman (CAN)         | Sterling Grant (USA)         | Brigitte Acton (CAN)       |
| 15.3.2009  | Lake Placid      | GS   | Sarah Schleper (USA)       | Marie-Michèle Gagnon (CAN)   | Geneviève Simard (CAN)     |